# Landkreis Nikolsburg
Der Landkreis Nikolsburg war von 1938 bis 1945 eine Gebietskörperschaft im Großdeutschen Reich im südlichen Teil Mährens. Der Verwaltungssitz war Nikolsburg.
Er umfasste:
- fünf Städte (Auspitz, Feldsberg, Lundenburg, Nikolsburg und Pohrlitz)
- zwölf Märkte (Dürnholz, Eisgrub, Mödlau, Muschau, Pausram, Prahlitz, Tracht, Treskowitz, Unter Tannowitz, Unterthemenau, Unter-Wisternitz und Wostitz),
- 39 Gemeinden.

Am 1. Dezember 1930 lebten in dem Gebiet 86.198 Menschen, am 17. Mai 1939 waren es 76.791.

## Geschichte
Der Kreis wurde nach dem Münchner Abkommen aus den Gerichtsbezirken Feldsberg, Nikolsburg und Pohrlitz des Okres Mikulov/Bezirk Nikolsburg sowie dem Gerichtsbezirk Auspitz des Okres Hustopeč/Bezirk Auspitz gebildet. Im Oktober 1938 wurde das Gebiet von  deutschen Truppen besetzt.
Im Zuge der Neuordnung der Verwaltung des besetzten Sudetenlandes wurde er am 25. März 1939 dem Reichsgau Niederdonau angegliedert. Nach Kriegsende kam das Gebiet des Landkreises Nikolsburg wieder zur Tschechoslowakei zurück.

## Landräte
1938–1939: Schuppler
1939–1940: Grazer
1940–1944: Mayer-Falk
1944–1945: Viktor Krannewitter

## Städte und Gemeinden
- Auspitz
- Bergen
- Bischofswarth
- Bratelsbrunn
- Dornfeld
- Dürnholz
- Eisgrub
- Feldsberg
- Frainspitz
- Fröllersdorf
- Garschönthal
- Groß Steurowitz
- Guldenfurt
- Gurdau
- Guttenfeld
- Klein Nemcitz
- Klentnitz
- Kuprowitz
- Laatz
- Leipertitz
- Lodenitz
- Lundenburg
- Malspitz
- Mariahilf
- Milowitz
- Mödlau
- Mohleis
- Muschau
- Neudek
- Neumühl
- Neuprerau
- Neusiedl
- Nikolsburg
- Oberthemenau (1939: mit Unterthemenau zu Markt Themenau fusioniert)
- Ober Wisternitz
- Odrowitz
- Pardorf
- Pausram
- Pohrlitz
- Pollau
- Poppitz
- Prahlitz
- Prittlach
- Pulgram
- Saitz
- Schömitz
- Tracht
- Treskowitz
- Unter Tannowitz
- Unterthemenau (1939: mit Oberthemenau zu Markt Themenau fusioniert)
- Unter-Wisternitz
- Urspitz
- Voitelsbrunn
- Weißstätten
- Wojkowitz
- Wostitz